# Saveiro

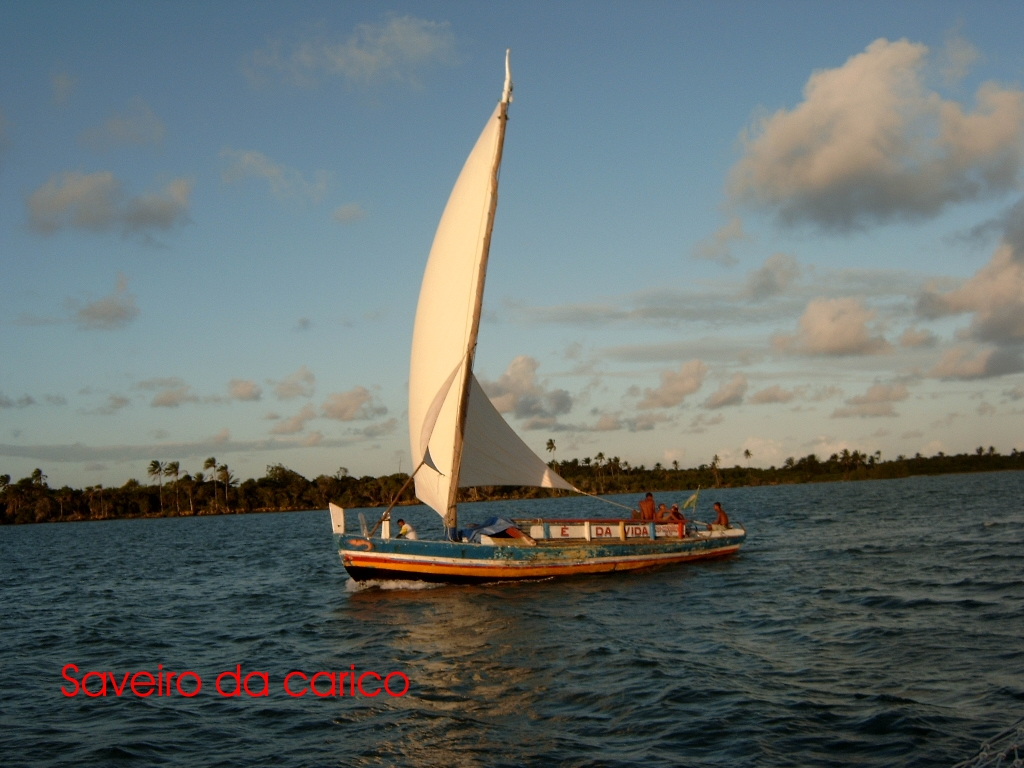
Saveiro da Bahia

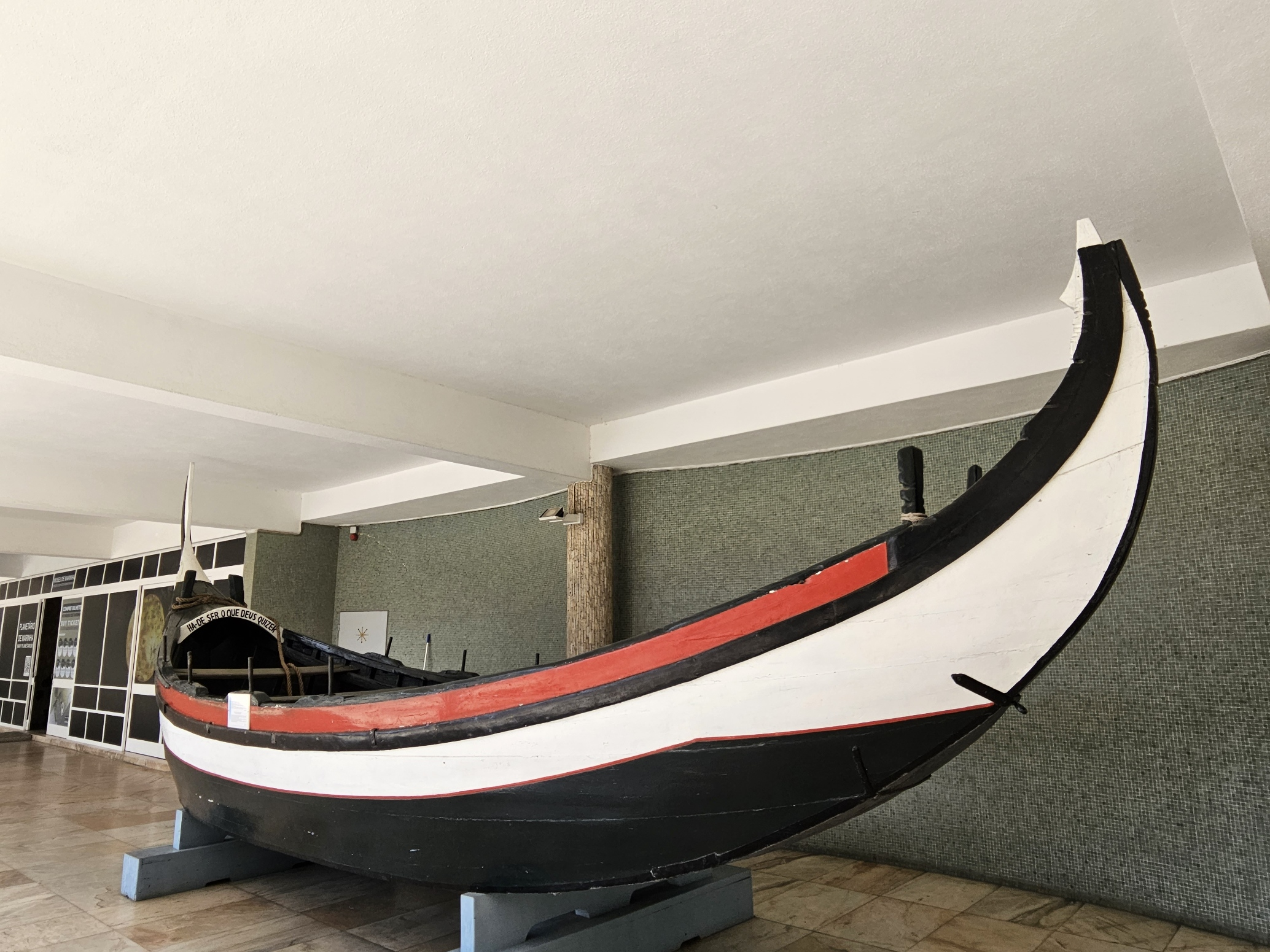
Saveiro da Costa da Caparica

Saveiro é um tipo de embarcação com mastro e vela que é utilizado para transporte, pesca e turismo. É de uso comum em certas regiões do Brasil, como o estado da Bahia. O seu fundo é chato e tem duas proas em bico.
Em Portugal existia o Saveiro da Costa da Caparica que consiste num barco de mar a remos com uma tripulação de 12 homens e que operava entre a Costa de Caparica e o Cabo Espichel na pesca de arrasto para terra